# Aston Martin
Aston Martin Lagonda Limited là một nhà sản xuất xe hơi thể thao hạng sang của Anh, có trụ sở đặt tại Gaydon, Warwickshire. Tên của công ty bắt nguồn từ tên của một trong những người sáng lập công ty, Lionel Martin, và từ tên ngọn đồi đua Aston gần Aston Clinton tại Buckinghamshire.
Từ 1994 tới 2007, Aston Martin là một công ty con của hãng Ford Motor Company, trở thành một phần của công ty Premier Automotive Group vào năm 2000. Vào ngày 12 tháng 3 năm 2007, Aston Martin được mua lại bởi một công ty liên doanh với số tiền 848 triệu đô, trở thành đồng sở hữu bởi công ty Investment Dar và công ty Adeem Investment của Kuwait và doanh nhân người Anh John Sinders. Ford vẫn có 77 triệu đô la cổ phần trong công ty,ước tính giá trị hiện nay của Aston Martin vào khoảng 925 triệu đô la Mỹ, khoảng 1 tỷ đô la Mỹ.Aston Martin là một trong những công ty về ô tô hàng đầu thế giới.